# Manengouba (village)
Pour les articles homonymes, voir Manengouba.
Manengouba est un village camerounais situé dans la région du Littoral, dans le département du Moungo et dans l'arrondissement du Nlonako. On y trouve le mont Manengouba avec ses lacs jumeaux.

## Population et développement
En 1967, la population de Manengouba était de 475 habitants, dont 152 habitants pour Manengouba I et 323 habitants pour Manengouba II, essentiellement des Bakaka. Lors du recensement de 2005, elle était de 304 habitants dont 65 habitants pour Manengouba I et 239 habitants pour Manengouba II. 

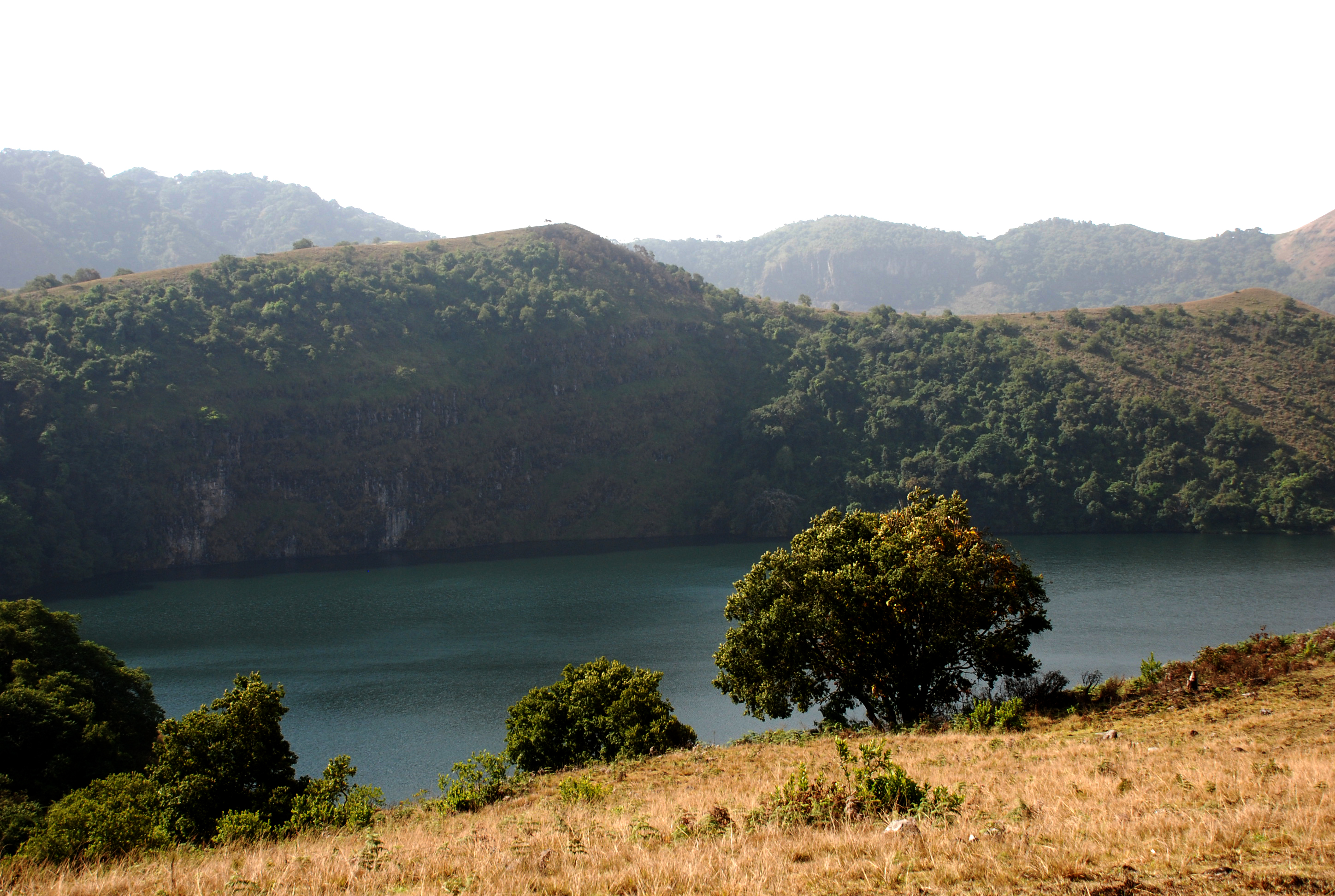
Lac Manengoumba